# Perlis Plantations
Perlis Plantations (PPB) ist ein malaysisches Unternehmen mit Sitz in Kuala Lumpur.
Das Unternehmen hat sich auf die Produktion von Zuckerrohr spezialisiert und besitzt Plantagen in Malaysia und Indonesien. Gegründet wurde das Unternehmen 1968 in Perlis, Malaysia.